# Hirvasjärvi (sjö i Norra Österbotten)
Hirvasjärvi är en sjö i Finland. Den ligger i kommunen Kuusamo i landskapet Norra Österbotten, i den nordöstra delen av landet, 700 km norr om huvudstaden Helsingfors. Hirvasjärvi ligger 253,3 meter över havet. Den är 4,46 meter djup. Arean är 67,7 hektar och strandlinjen är 5,55 kilometer lång. Sjön  ingår i Kems huvudavrinningsområde. 